# Église Saint-Martin de Doux
L'église Saint-Martin est une église, classée aux monuments historiques, située à Doux, en France.

## Description
L'église comporte deux vaisseaux, une nef et un collatéral. L'entrée se fait au nord par un portail de style Renaissance : deux colonnettes corinthiennes supportent un entablement. Dans un gable, saint Martin partage son manteau.
Des pierres noires marquaient les sépultures de membres de la famille de Fuchsamberg, mais la Révolution française en a fait disparaitre les inscriptions.

## Localisation
L'église est située sur la commune de Doux, légèrement isolée au sud du bourg, dans le département français des Ardennes.
Elle surplombe le ruisseau de la Saulce au sud.

## Historique
La partie orientale de l'église, en pierres jaunes, date du XVe siècle et XVIe siècle. La cloche a été parrainée en 1700 par Charles Renart de Fuchsamberg, conseiller du Roi et commandeur de l'Ordre royal de Notre-Dame du Mont-Carmel et de Saint-Lazare de Jérusalem, marquis d'Arson, gouverneur de Rethel, et par Marie de Saint-André, son épouse. Elle a été bénie par le curé Nicolas Taillart et Gille Le Roy, maire.
L'édifice est inscrit au titre des monuments historiques en 1926.

### Travaux d'urgence de stabilisation du clocher
Dans le cadre de la mobilisation de l’État en faveur du patrimoine religieux des petites communes rurales, l'église Saint-Martin a été l'objet de travaux d'urgence de stabilisation du clocher en 2024-2025, ce dernier risquant l'effondrement sur la nef ou sur le chœur. À la suite de l'apparition d'un péril, faute d'entretien par la commune, l'édifice a été fermé au public en mai 2006. Le cimetière a été mis en sécurité en 2024.
Une arrêté ministériel d'instance de classement a été pris par madame Rachida Dati, ministre de la Culture, en septembre 2004. A titre exceptionnel au regard de la gravité de la situation, une convention de délégation de maîtrise d'ouvrage a été signée entre la mairie et la Direction régionale des affaires culturelles. Ce dispositif permet à l'Etat d'assurer la direction des travaux et le financement de l'intégralité des travaux prévus. Le montant prévisionnel avoisine 1,4 million d'euros.
Les travaux de la tranche ferme ont démarré le 3 mars 2025. La préparation a duré plusieurs mois. Le 11 juin 2025, le clocher a été déposé par grutage au moyen d'un engin de levage de 70 tonnes et transféré par convoi exceptionnel dans un atelier normand pour restauration. Sa repose est prévue en octobre 2025.